# 1994年冬季残疾人奥林匹克运动会奥地利代表团
1994年冬季残疾人奥林匹克运动会奥地利代表团是奥地利派出的1994年冬季残疾人奥林匹克运动会代表团。获得7枚金牌、16枚银牌和12枚铜牌。